# 克里斯托夫·克拉雷尔
克里斯托夫·克拉雷尔（德語：Christoph Klarer；2000年6月14日—）是一名奧地利足球運動員，司職後衛。現效力於英甲球隊伯明翰。

## 球會生涯

### 南安普顿
南安普顿在2016年7月8日從維也納迅速簽下克拉雷尔，並在球隊的U18作賽。2019年4月，雙方續約至2021年。2020年1月7日，他被外借至奧地利的聖珀爾滕至球季結束，在2月對艾特米拿華卡默德林的比賽首次代表新球會上場。

### 福尔图娜杜塞尔多夫
2020年10月5日，克拉雷尔轉會至德國足球乙級聯賽球隊福尔图娜杜塞尔多夫，簽約至2024年。